# Edward Pitblado
Edward Pitblado, född 23 februari 1896 i Winnipeg, död 2 december 1978 i Winnipeg, var en brittisk ishockeyspelare. Han blev olympisk bronsmedaljör i Chamonix 1924. 

## Meriter
- OS-brons 1924